# Zvonimir Baletić
Zvonimir Baletić (Kljenak, općina Vrgorac, 26. siječnja 1936. – 3. listopada 2022.), hrvatski akademik, ekonomist i politolog.

## Životopis
Osnovnu školu započeo u izbjegličkom logoru u El-Shattu, Egipat, završio u Dubrovniku. Gimnaziju završio u Splitu. Na Pravni fakultet u Zagrebu upisao se 1954. godine, diplomirao u siječnju 1959. U međuvremenu, jednu studijsku godinu proveo na Sveučilištu u Strasbourgu kao stipendist francuske vlade, pri čemu je položio ispit iz francuskog jezika i civilizacije. 1960. Zapošljava se kao asistent na Pravnom fakultetu u Zagrebu na katedri za političku ekonomiju. Sljedeće godine prelazi na mjesto suradnika u Agrarni institut u Zagrebu, te uskoro odlazi na studijski boravak u London, gdje priprema doktorsku disertaciju na London School of Economics and Political Science, te polaže ispit Lower Cambridge iz engleskog jezika. Doktorat znanosti iz ekonomije stječe u ožujku 1964. na Pravnom fakultetu u Zagrebu. Iste godine izabran je za docenta na Ekonomskom fakultetu u Zagrebu u honorarnom odnosu, kao i za direktora Agrarnog instituta. Godine 1965. dobiva stipendiju Fordove fondacije za poslijedoktorski studij na University of Chicago, SAD, gdje je pod mentorstvom nobelovca Theodorea W. Schultza obradio temu "Poljoprivreda u ekonomskom razvoju".
Po povratku iz SAD izabran je za docenta na Fakultetu političkih znanosti u Zagrebu na predmetu politička ekonomija, a 1968. za izvanrednog profesora. Zbog političkog angažmana u pokretu Hrvatskog proljeća, zabranjen mu je rad na Fakultetu i predavanja na Sveučilištu, kao i nastupi u javnim glasilima. U studenom 1974. godine zapošljava se na Ekonomskom institutu u Zagrebu u zvanju višeg znanstvenog suradnika, a od 1976. u zvanju znanstvenog savjetnika, gdje je istraživač i voditelj više znanstvenih projekata, te sudionik brojnih domaćih i međunarodnih znanstvenih skupova. Godine 1982. imenovan je za člana Komisije za regionalni razvoj u okviru Programa dugoročne stabilizacije Izvršnog vijeća Jugoslavije. Potkraj osamdesetih godina pored rada na institutu, angažira se na međunarodnom planu, osobito na formiranju Europskog pokreta Hrvatska i uspostavi višestranačkog sustava.
Godine 1990. pozvan je da se vrati za redovnog profesora na Fakultet političkih znanosti, što je prihvatio, ali je i dalje zadržao mjesto znanstvenog savjetnika na Ekonomskom institutu. Predaje na poslijediplomskim studijima na Fakultetu političkih znanosti i na Ekonomskom fakultetu u Zagrebu, mentor je i član mnogih povjerenstava za doktorate i magisterije. Po izbijanju Domovinskog rata početkom kolovoza 1991. ulazi u Vladu demokratskog jedinstva, kao ministar bez portfelja zadužen za pojedine misije i za odnose s UNPROFOR-om. U Vladi RH ostao do veljače 1993. godine, kada je izabran, na dužnost ravnatelja Ekonomskog instituta u Zagrebu. Uz tekuće poslove Instituta i vođenje projekata, pokušava pokrenuti i javne rasprave o ključnim pitanjima dugoročne razvojne politike Hrvatske (privatizacije, razvoja male privrede, izvozne orijentacije, tečajne politike, reindustrijalizacije, zaduženosti). S dužnosti ravnatelja Ekonomskog instituta odlazi u listopadu 1999. godine, nastavljajući istraživački i nastavni rad na Institutu i Sveučilištu. Istodobno je bio urednik u Leksikografskom zavodu "Miroslav Krleža" za područje ekonomije, a jedno vrijeme i član ravnateljstva. Bio je i član ocjenjivačkog odbora Hrvatske akademije znanosti i umjetnosti za nagradu "Josip Juraj Strossmayer". Surađivao u radu Znanstvenog vijeća za ekonomska istraživanja i hrvatsko gospodarstvo, te radne skupine "Pravo i društvo" u Akademiji.
Pored suradnje u brojnim domaćim i stranim časopisima, bio je član uredništva više časopisa, kao što su  Naše teme, Politička misao,  Rasprave o migracijama, Hrvatski gospodarski glasnik, Hrvatsko Sveučilište, a posebno Ekonomski pregled kroz dugi niz godina do danas. Urednik je više knjiga i publikacija. Preveo je na hrvatski jezik više značajnih teorijskih djela iz ekonomije s engleskog i francuskog jezika. Bio je i član Naučne sekcije Saveza ekonomista Jugoslavije, Europskog ekonomskog udruženja, a i danas je član Hrvatskog društva ekonomista, Znanstvenog društva ekonomista i Hrvatskog politološkog društva, a bio je suradnik Međunarodnog centra za ekonomski razvoj u San Franciscu i Europskog udruženja za malu privredu u St. Gallenu. Član je Matice hrvatske, Hrvatskog Rimskog kluba, Europskog pokreta Hrvatska (1993-95. predsjednik), član Izvršnog odbora Međunarodnog europskog pokreta (1997-2000.), član Upravnog odbora Europske multikulturalne fondacije (London), član Međunarodne udruge Nova prava čovjeka (Pariz) i udruge Horizon 2000+ (Pariz), te suradnik Instituta Jacques Maritain (Rim).
Dobio je nagradu "Mate Ujević" Leksikografskog zavoda Miroslav Krleža za Ekonomski leksikon. Odlikovan ordenom reda Danice hrvatske s likom Blaža Lorkovića i Spomenicom Domovinskog rata.
U svibnju 2004. izabran je za redovitog člana Hrvatske akademije znanosti i umjetnosti (u Razredu za društvene znanosti), a u svibnju 2005. za redovitog člana Académie Européene des Sciences, des Arts et des Lettres u Parizu. Od prosinca 2005. do veljače 2007. bio je član Nacionalnog vijeća za znanost Republike Hrvatske. U lipnju 2008. izabran je za predsjednika Znanstvenog vijeća za ekonomska istraživanja i hrvatsko gospodarstvo Hrvatske akademije znanosti i umjetnosti.
Govorio je engleski, francuski i ruski, a služio se još poljskim i talijanskim.
Umro je u 87. godini 3. listopada 2022. u Zagrebu.

## Vanjske poveznice
- http://info.hazu.hr/z_baletic_biografija